# Anna Tatishvili
Anna Tatishvili (en géorgien : ანა ტატიშვილი), née le 3 février 1990 à Tbilissi, est une joueuse de tennis géorgienne et américaine. En avril 2014, elle obtient la nationalité américaine et décide de jouer pour ce pays.
Elle s'entraîne à la Chris Evert Tennis Academy de Boca Raton à partir de 2003.
Elle est demi-finaliste du tournoi de Budapest et huitième de finaliste à l'US Open en 2012. En 2015, elle se distingue lors de l'US Open, où elle bat au premier tour la n°8 mondiale Karolína Plíšková (6-2, 6-1) en moins d'une heure, après être sortie des qualifications.
Lauréate d'un titre en double dames sur le circuit WTA, elle totalise onze titres en simple (dont le $100,000 de Coni en 2011) et huit en double sur le circuit ITF.
Elle annonce mettre fin à sa carrière en mars 2020 en raison de blessures persistantes. Son dernier match remonte à juin 2019, alors qu'elle tentait un ultime retour après 19 mois d'absence.

## Palmarès

### Titre en double dames
| No | Date       | Nom et lieu du tournoi | Catégorie | Dotation  | Surface    | Partenaire   | Finalistes                  | Score    |          |
| -- | ---------- | ---------------------- | --------- | --------- | ---------- | ------------ | --------------------------- | -------- | -------- |
| 1  | 06-10-2014 | Generali Ladies Linz   | Intern'l  | 250 000 $ | Dur (int.) | Raluca Olaru | Annika Beck Caroline Garcia | 6-2, 6-1 | Parcours |

### Finales en double dames
| No | Date       | Nom et lieu du tournoi        | Catégorie | Dotation  | Surface         | Vainqueures                      | Partenaire       | Score            |          |
| -- | ---------- | ----------------------------- | --------- | --------- | --------------- | -------------------------------- | ---------------- | ---------------- | -------- |
| 1  | 12-09-2011 | Challenge Bell Québec         | Intern'l  | 220 000 $ | Moquette (int.) | Raquel Kops-Jones Abigail Spears | Jamie Hampton    | 6-1, 3-6, [10-6] | Parcours |
| 2  | 08-07-2013 | Hungarian Grand Prix Budapest | Intern'l  | 235 000 $ | Terre (ext.)    | Andrea Hlaváčková Lucie Hradecká | Nina Bratchikova | 6-4, 6-1         | Parcours |

## Parcours en Grand Chelem

### En simple dames
| Année | Open d'Australie | Open d'Australie   | Internationaux de France | Internationaux de France | Wimbledon       | Wimbledon        | US Open         | US Open           |
| ----- | ---------------- | ------------------ | ------------------------ | ------------------------ | --------------- | ---------------- | --------------- | ----------------- |
| 2007  | —                | —                  | —                        | —                        | —               | —                | Q1              | Jorgelina Cravero |
| 2008  | —                | —                  | —                        | —                        | —               | —                | Q1              | Lilia Osterloh    |
| 2009  | Q1               | Karolina Šprem     | Q2                       | Carmen Klaschka          | Q1              | Julia Schruff    | Q3              | Yurika Sema       |
| 2010  | Q1               | Kathrin Wörle      | Q2                       | Vesna Manasieva          | Q1              | Zhang Shuai      | Q3              | Zuzana Ondrášková |
| 2011  | Q2               | Mariya Koryttseva  | 1er tour (1/64)          | Marion Bartoli           | 2e tour (1/32)  | Yanina Wickmayer | 1er tour (1/64) | A. Pavlyuchenkova |
| 2012  | 2e tour (1/32)   | Caroline Wozniacki | 1er tour (1/64)          | Alexa Glatch             | 2e tour (1/32)  | Camila Giorgi    | 4e tour (1/8)   | Victoria Azarenka |
| 2013  | 1er tour (1/64)  | Ayumi Morita       | 1er tour (1/64)          | Serena Williams          | 1er tour (1/64) | Petra Martić     | 1er tour (1/64) | Ana Ivanović      |
| 2014  | 1er tour (1/64)  | Mónica Puig        | 1er tour (1/64)          | Kurumi Nara              | 1er tour (1/64) | Serena Williams  | Q1              | Nao Hibino        |
| 2015  | 2e tour (1/32)   | Timea Bacsinszky   | Q2                       | Dinah Pfizenmaier        | Q3              | Duan Ying-Ying   | 2e tour (1/32)  | Madison Brengle   |
| 2016  | 1er tour (1/64)  | Irina Falconi      | Q1                       | Daniela Hantuchová       | 1er tour (1/64) | Mandy Minella    | —               | —                 |
| 2017  | 1er tour (1/64)  | Jaimee Fourlis     | —                        | —                        | —               | —                | —               | —                 |
| 2018  | —                | —                  | —                        | —                        | —               | —                | —               | —                 |
| 2019  | —                | —                  | 1er tour (1/64)          | María Sákkari            |                 |                  |                 |                   |

N.B. : à droite du résultat se trouve le nom de l'ultime adversaire.

### En double dames
| Année | Open d'Australie             | Open d'Australie           | Internationaux de France      | Internationaux de France  | Wimbledon                    | Wimbledon              | US Open                       | US Open                    |
| ----- | ---------------------------- | -------------------------- | ----------------------------- | ------------------------- | ---------------------------- | ---------------------- | ----------------------------- | -------------------------- |
| 2011  | —                            | —                          | —                             | —                         | —                            | —                      | 3e tour (1/8) A. Klepač       | A. Hlaváčková L. Hradecká  |
| 2012  | 1er tour (1/32) A. Yakimova  | D. Hantuchová A. Radwańska | 1er tour (1/32) Darya Kustova | Gisela Dulko Paola Suárez | 1er tour (1/32) Bratchikova  | Raquel Kops A. Spears  | 1er tour (1/32) A. Keothavong | M. Kirilenko Nadia Petrova |
| 2013  | 1er tour (1/32) A. Klepač    | Han Xinyun Zhou Yimiao     | 2e tour (1/16) O. Govortsova  | N. Petrova K. Srebotnik   | 1er tour (1/32) Simona Halep | S. Foretz Eva Hrdinová | —                             | —                          |
| 2014  | —                            | —                          | —                             | —                         | 1er tour (1/32) Kaia Kanepi  | B. Bencic T. Pironkova | 1er tour (1/32) Irina Falconi | Kimiko Date B. Z. Strýcová |
| 2015  | 1er tour (1/32) V. Lepchenko | G. Muguruza Carla Suárez   | —                             | —                         | —                            | —                      | 1er tour (1/32) Irina Falconi | Sara Errani F. Pennetta    |

N.B. : le nom du ou de la partenaire se trouve sous le résultat ; le nom des ultimes adversaires se trouve à droite.

## Parcours en «Premier Mandatory» et «Premier 5»
Découlant d'une réforme du circuit WTA inaugurée en 2009, les tournois WTA « Premier Mandatory » et « Premier 5 » constituent les catégories d'épreuves les plus prestigieuses, après les quatre levées du Grand Chelem.

### En simple dames
| Année |              | Premier Mandatory | Premier Mandatory             | Premier Mandatory | Premier Mandatory |       | Premier 5 | Premier 5                   | Premier 5  | Premier 5                   | Premier 5                    | Premier 5 | Premier 5 |
| Année | Indian Wells | Miami             | Madrid                        | Pékin             |                   | Dubaï | Rome      | Canada                      | Cincinnati |                             | Tokyo                        |           |           |
| Année | Indian Wells | Miami             | Madrid                        | Pékin             |                   | Doha  | Rome      | Canada                      | Cincinnati |                             | Wuhan                        |           |           |
| Année | Indian Wells | Miami             | Madrid                        | Pékin             |                   |       | Rome      | Canada                      | Cincinnati |                             |                              |           |           |
| 2011  |              |                   | 2e tour (1/32) M. J. Martínez |                   |                   |       |           |                             |            |                             |                              |           |           |
| 2012  |              |                   | 2e tour (1/32) D. Cibulková   |                   |                   |       |           |                             |            | 1er tour (1/32) K. Pervak   | 2e tour (1/16) E. Makarova   |           |           |
| 2013  |              |                   | 1er tour (1/64) K. Bertens    |                   |                   |       |           | 1er tour (1/32) S. Stephens |            | 1er tour (1/32) J. Janković | 1er tour (1/32) M. Kirilenko |           |           |
| 2015  |              |                   |                               |                   |                   |       |           |                             |            | 1er tour (1/32) E. Makarova |                              |           |           |
| 2016  |              |                   | 1er tour (1/64) T. Babos      |                   |                   |       |           |                             |            |                             |                              |           |           |

Sous le résultat, l’ultime adversaire.

### En double dames
| Année | Premier Mandatory | Premier Mandatory | Premier Mandatory | Premier Mandatory | Premier Mandatory | Premier Mandatory          | Premier Mandatory   | Premier Mandatory | Premier 5 | Premier 5 | Premier 5 | Premier 5            | Premier 5         | Premier 5              | Premier 5                | Premier 5               | Premier 5   | Premier 5  | Premier 5 | Premier 5 | Premier 5 | Premier 5 |
| Année | Indian Wells      | Indian Wells      | Miami             | Miami             | Madrid            | Madrid                     | Pékin               | Pékin             | Dubaï     | Dubaï     | Doha      | Doha                 | Rome              | Rome                   | Canada                   | Canada                  | Cincinnati  | Cincinnati | Tokyo     | Tokyo     | Wuhan     | Wuhan     |
| ----- | ----------------- | ----------------- | ----------------- | ----------------- | ----------------- | -------------------------- | ------------------- | ----------------- | --------- | --------- | --------- | -------------------- | ----------------- | ---------------------- | ------------------------ | ----------------------- | ----------- | ---------- | --------- | --------- | --------- | --------- |
| 2012  |                   |                   |                   |                   |                   |                            |                     |                   |           |           |           |                      |                   |                        |                          |                         |             |            |           |           |           |           |
| —     | —                 | —                 | —                 | —                 | —                 | 1er tour (1/16) Voskoboeva | Bacsinszky Martínez |                   |           | —         | —         | 1/2 finale Hampton   | Makarova Vesnina  | 1er tour (1/16) Klepač | Chuang Ch-j. Zhang Shuai | 2e tour (1/16) Makarova | Srebotnik 8 | —          | —         |           |           |           |
| 2013  |                   |                   |                   |                   |                   |                            |                     |                   |           |           |           |                      |                   |                        |                          |                         |             |            |           |           |           |           |
| —     | —                 | —                 | —                 | —                 | —                 | —                          | —                   |                   |           | —         | —         | 2e tour (1/8) Marosi | Petrova Srebotnik | —                      | —                        | —                       | —           | —          | —         |           |           |           |

N.B. : le nom de la partenaire se trouve sous le résultat ; le nom des ultimes adversaires se trouve à droite.

## Parcours aux Jeux olympiques

### En simple dames
| # | Date       | Nom de l'olympiade           | Surface      | Résultat       | Ultime adversaire | Score          |          |
| - | ---------- | ---------------------------- | ------------ | -------------- | ----------------- | -------------- | -------- |
| 1 | 28/07/2012 | Olympic Tennis Event Londres | Gazon (ext.) | 2e tour (1/16) | Nadia Petrova     | 6-3, 6-75, 6-2 | Parcours |

### En double dames
| # | Date       | Nom de l'olympiade           | Surface      | Résultat        | Partenaire       | Ultimes adversaires               | Score          |          |
| - | ---------- | ---------------------------- | ------------ | --------------- | ---------------- | --------------------------------- | -------------- | -------- |
| 1 | 28/07/2012 | Olympic Tennis Event Londres | Gazon (ext.) | 1er tour (1/16) | M. Chakhnashvili | Andreja Klepač Katarina Srebotnik | 7-60, 3-6, 6-2 | Parcours |

## Classements WTA en fin de saison
| Année          | 2005 | 2006 | 2007 | 2008 | 2009 | 2010 | 2011 | 2012 | 2013 | 2014 | 2015 | 2016 | 2017 |
| Rang en simple | 1151 | 300  | 278  | 168  | 181  | 134  | 87   | 51   | 125  | 149  | 100  | 198  | 512  |
| Rang en double | -    | -    | 549  | 255  | 158  | 119  | 78   | 81   | 80   | 100  | 144  | 312  | 763  |

source : (en) Classements de Anna Tatishvili sur le site officiel de la Fédération internationale de tennis